# Gemeinde Sveti Tomaž
Sveti Tomaž (deutsch: Sankt Thomas bei Friedau) ist der Namen einer Gemeinde und der namensgebenden Ortschaft im Nordosten Sloweniens. Sie liegt in der historischen Landschaft Spodnja Štajerska (Untersteiermark) und in der statistischen Region Podravska.

## Geographie

### Lage
Sveti Tomaž liegt mitten in den Slovenske gorice (Windische Bühel), einem hügeligen Gebiet in dem Weinbau betrieben wird auf etwa 290 m. ü. A. Eine Landstraße von Ptuj nach Ljutomer verläuft quer durch die Kommune.
Die nächsten größeren Ortschaften sind die Kleinstadt Ormož ca. 10 km südöstlich und die Stadt Ptuj etwa 17 km westlich.

### Gemeindegliederung
Die Gemeinde umfasst 17 Ortschaften. Die deutschen Exonyme in den Klammern wurden bis zum Abtreten des Gebietes an das Königreich der Serben, Kroaten und Slowenen im Jahr 1918 vorwiegend von der deutschsprachigen Bevölkerung verwendet und sind heutzutage größtenteils unüblich. (Einwohnerzahlen Stand 1. Januar 2017):
- Bratonečice (Wratoneschitz), 48

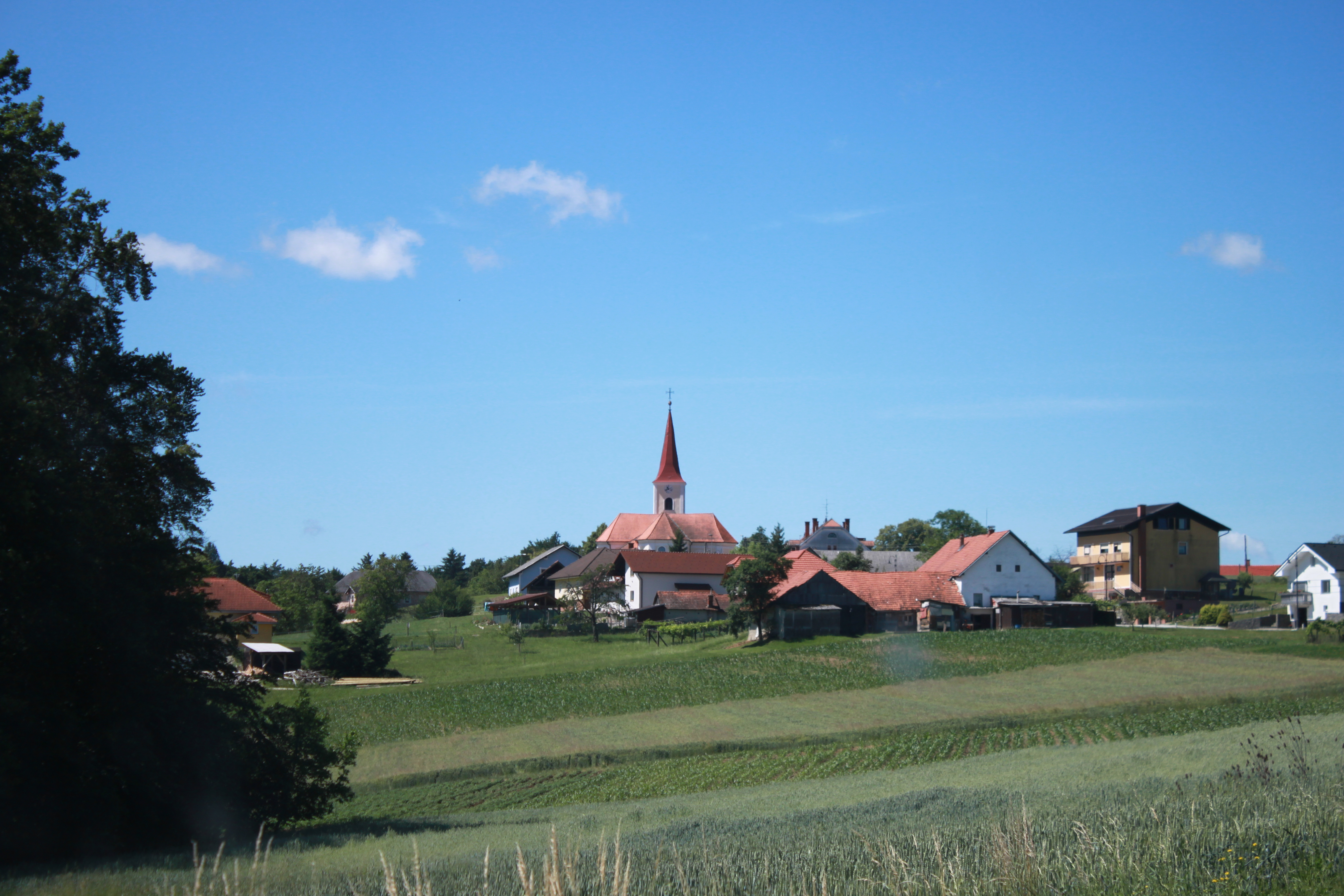
Sveti Tomaž;spätbarocke Kirche von 1727.

- Gornji Ključarovci (Klutscharovetz), 108
- Gradišče pri Ormožu (Gradischen), 45
- Hranjigovci (Hranigovetz), 88
- Koračice (Koratschitz), 177
- Mala vas pri Ormožu (Malaves), 118
- Mezgovci (Meskofzen), 42
- Pršetinci (Perschetinetz), 154
- Rakovci (Rakofzen), 119
- Rucmanci (Rutzmanetz), 203
- Savci (Safzen), 223
- Sejanci (Seanzen), 56
- Senčak (Sentschak), 49
- Senik, 102
- Sveti Tomaž (Sankt Thomas), 249
- Trnovci (Ternofzen), 151
- Zagorje (Sagorzen), 74

### Nachbargemeinden
| Juršinci | Ljutomer                                    | Ljutomer |
| Dornava  | Kompassrose, die auf Nachbargemeinden zeigt | Ormož    |
| Dornava  | Ormož                                       | Ormož    |

## Geschichte
Die vorher zu Ormož gehörende Gemeinde Sveti Tomaž bildet seit dem 1. März 2006 eine eigene selbständige Kommune.

## Sehenswürdigkeiten
Sehenswert ist die Thomaskirche (Sv. Tomaž) die in den Jahren 1715 bis 1727 erbaut wurde.

## Söhne und Töchter der Gemeinde
- Franc Ksaver Meško (1874–1964, geb. in Gornji Ključarovci), katholischer Priester und Schriftsteller